# Ryota Nagata
Ryota Nagata (永田 亮太 Nagata Ryota?), född 17 maj 1985 i Kyoto prefektur, är en japansk fotbollsspelare.
Nagata började sin karriär 2008 i Shonan Bellmare. Efter Shonan Bellmare spelade han för Sagan Tosu, Montedio Yamagata, Thespakusatsu Gunma och Kamatamare Sanuki.